# Kornelije Stanković
Kornelije Stanković (szerbül: Корнелије Станковић; Buda, 1831. augusztus 18. – 1865. április 5.) szerb zeneszerző.

## Életrajza
Az általános iskolát és a gimnáziumot Aradon, Szegeden és Pesten végezte, ahol magántanulóként zongorán és hegedűn tanult. 1850-től Bécsben élt, ahol harmonikán tanult. Első műve egy liturgia. 1855-ben Karlócára ment, ahol szerb egyházi dalokat írt.